# Arquidiócesis de Kumasi
La arquidiócesis de Kumasi (en latín: Archidioecesis Kumasiensis y en inglés: Roman Catholic Archdiocese of Kumasi) es una circunscripción eclesiástica de la Iglesia católica en Ghana. Se trata de una arquidiócesis latina, sede metropolitana de la provincia eclesiástica de Kumasi. Desde el 15 de mayo de 2012 su arzobispo es Gabriel Justice Yaw Anokye.

## Territorio y organización
La arquidiócesis tiene 1865 km² y extiende su jurisdicción sobre los fieles católicos de rito latino residentes en algunos distritos del oeste de la región de Ashanti.
La sede de la arquidiócesis se encuentra en la ciudad de Kumasi, en donde se halla la Catedral basílica de San Pedro.
La arquidiócesis tiene como sufragáneas a las diócesis de: Goaso, Konongo-Mampong, Obuasi, Sunyani y Techiman.
En 2021 en la arquidiócesis existían 75 parroquias.

## Historia
El vicariato apostólico de Kumasi fue erigido el 2 de febrero de 1932 mediante el breve Cum diffusis del papa Pío XI, obteniendo el territorio del vicariato apostólico de la Costa de Oro (hoy arquidiócesis de Cape Coast).
El 18 de abril de 1950 el vicariato apostólico fue elevado a diócesis con la bula Laeto accepimus del papa Pío XII. Originalmente era sufragánea de la arquidiócesis de Cape Coast.
El 1 de marzo de 1973 cedió una parte de su territorio para la erección de la diócesis de Sunyani mediante la bula Africa tellus del papa Pablo VI.
El 3 de marzo de 1995 cedió partes de su territorio para la erección por el papa Juan Pablo II de las diócesis de Konongo-Mampong (mediante la bula Cum ad aeternam) y Obuasi (mediante la bula Apostolicum opus).
El 22 de diciembre de 2001 fue elevada al rango de arquidiócesis metropolitana mediante la bula Ad totius dominici del papa Juan Pablo II.

## Estadísticas
Según el Anuario Pontificio 2022 la arquidiócesis tenía a fines de 2021 un total de 404 551 fieles bautizados.
| Año                                                                             | Población            | Población | Población      | Sacerdotes | Sacerdotes    | Sacerdotes    | Bautizados por sacerdote | Diáconos permanentes | Religiosos | Religiosos | Parroquias |
| Año                                                                             | Bautizados católicos | Total     | % de católicos | Total      | Clero secular | Clero regular | Bautizados por sacerdote | Diáconos permanentes | Varones    | Mujeres    | Parroquias |
| ------------------------------------------------------------------------------- | -------------------- | --------- | -------------- | ---------- | ------------- | ------------- | ------------------------ | -------------------- | ---------- | ---------- | ---------- |
| 1950                                                                            | 48 208               | 823 672   | 5.9            | 25         | 1             | 24            | 1928                     |                      |            | 10         | 12         |
| 1970                                                                            | 146 062              | 1 697 053 | 8.6            | 34         | 11            | 23            | 4295                     |                      | 23         | 32         | 24         |
| 1980                                                                            | 227 355              | 1 814 000 | 12.5           | 55         | 28            | 27            | 4133                     |                      | 27         | 24         | 24         |
| 1990                                                                            | 284 819              | 2 291 000 | 12.4           | 89         | 66            | 23            | 3200                     |                      | 37         | 81         | 34         |
| 1999                                                                            | 200 000              | 2 089 683 | 9.6            | 54         | 39            | 15            | 3703                     |                      | 17         | 65         | 19         |
| 2000                                                                            | 200 000              | 2 000     | 10.0           | 60         | 46            | 14            | 3333                     |                      | 16         | 72         | 19         |
| 2001                                                                            | 150 000              | 2 089 683 | 7.2            | 69         | 56            | 13            | 2173                     |                      | 16         | 67         | 29         |
| 2002                                                                            | 200 000              | 2 000     | 10.0           | 50         | 36            | 14            | 4000                     | 1                    | 18         | 58         | 34         |
| 2003                                                                            | 350 000              | 1 600 000 | 21.9           | 49         | 37            | 12            | 7142                     | 1                    | 16         | 62         | 34         |
| 2004                                                                            | 350 000              | 1 544 260 | 22.7           | 77         | 59            | 18            | 4545                     |                      | 22         | 58         | 34         |
| 2013                                                                            | 365 195              | 1 823 000 | 20.0           | 129        | 112           | 17            | 2830                     |                      | 61         | 97         | 59         |
| 2016                                                                            | 378 047              | 1 946 098 | 19.4           | 150        | 130           | 20            | 2520                     |                      | 68         | 102        | 72         |
| 2019                                                                            | 398 294              | 2 193 525 | 18.2           | 134        | 119           | 15            | 2972                     |                      | 68         | 113        | 75         |
| 2021                                                                            | 404 551              | 2 239 860 | 18.1           | 146        | 132           | 14            | 2770                     |                      | 62         | 111        | 75         |
| Fuente: Catholic-Hierarchy, que a su vez toma los datos del Anuario Pontificio. |                      |           |                |            |               |               |                          |                      |            |            |            |

## Episcopologio
- Hubert Joseph Paulissen, S.M.A. † (29 de noviembre de 1932-15 de noviembre de 1951 renunció)
- André van den Bronk, S.M.A. † (15 de mayo de 1952-13 de febrero de 1962 nombrado prefecto apostólico de Parakou)
- Joseph Amihere Essuah † (24 de febrero de 1962-20 de noviembre de 1969 nombrado obispo de Sekondi-Takoradi)
- Peter Kwasi Sarpong (20 de noviembre de 1969-26 de marzo de 2008 retirado)
- Thomas Kwaku Mensah † (26 de marzo de 2008-15 de mayo de 2012 retirado)
- Gabriel Justice Yaw Anokye, desde el 15 de mayo de 2012